# Algodón de azúcar

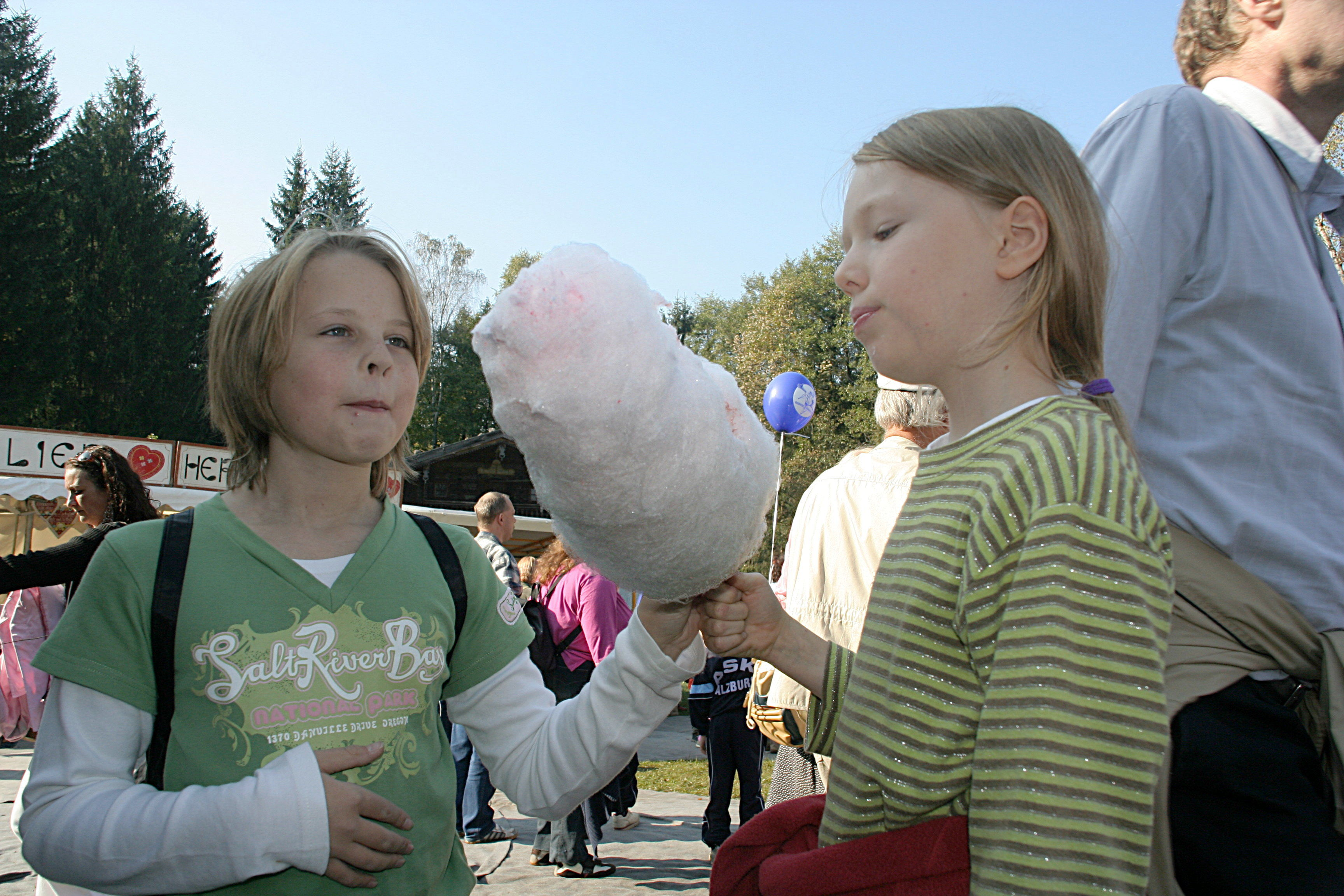
Dos niñas comiendo un algodón de azúcar.

El algodón de azúcar, también llamado algodón dulce, nube o nube de algodón, es una golosina muy popular en todo el mundo, formada por hilos de azúcar derretido enredados alrededor de un palo, cono o sin ninguno.

## Preparación
Se prepara usando una máquina especial y se vende normalmente en ferias y otros eventos festivos. El color característico de la golosina es el rosa, aunque también es popular una mezcla de rosa, púrpura y azul. También puede ser completamente blanco (sin colorante).
En países como Venezuela, Chile, México, Uruguay, Ecuador, Colombia, Perú, Bolivia, Paraguay, República Dominicana y Argentina es normal encontrar vendedores callejeros que venden la golosina en las plazas o durante los días de vacaciones de verano en las calles.

## Características
Al tacto, el algodón de azúcar es suave y muy similar al algodón (de ahí su nombre) cuando está seco. Sin embargo se disuelve con facilidad en la boca y deja pegajosas las manos y la cara a su contacto. Aunque no posee un aroma característico, es normal que las máquinas utilizadas para producirlo tengan un fuerte olor a caramelo o azúcar cocinado. Muchas personas consideran que esta golosina, en conjunto con las manzanas caramelizadas, forman parte de la genuina experiencia de visitar una feria. También es un dulce muy popular en espectáculos circenses.

## Historia

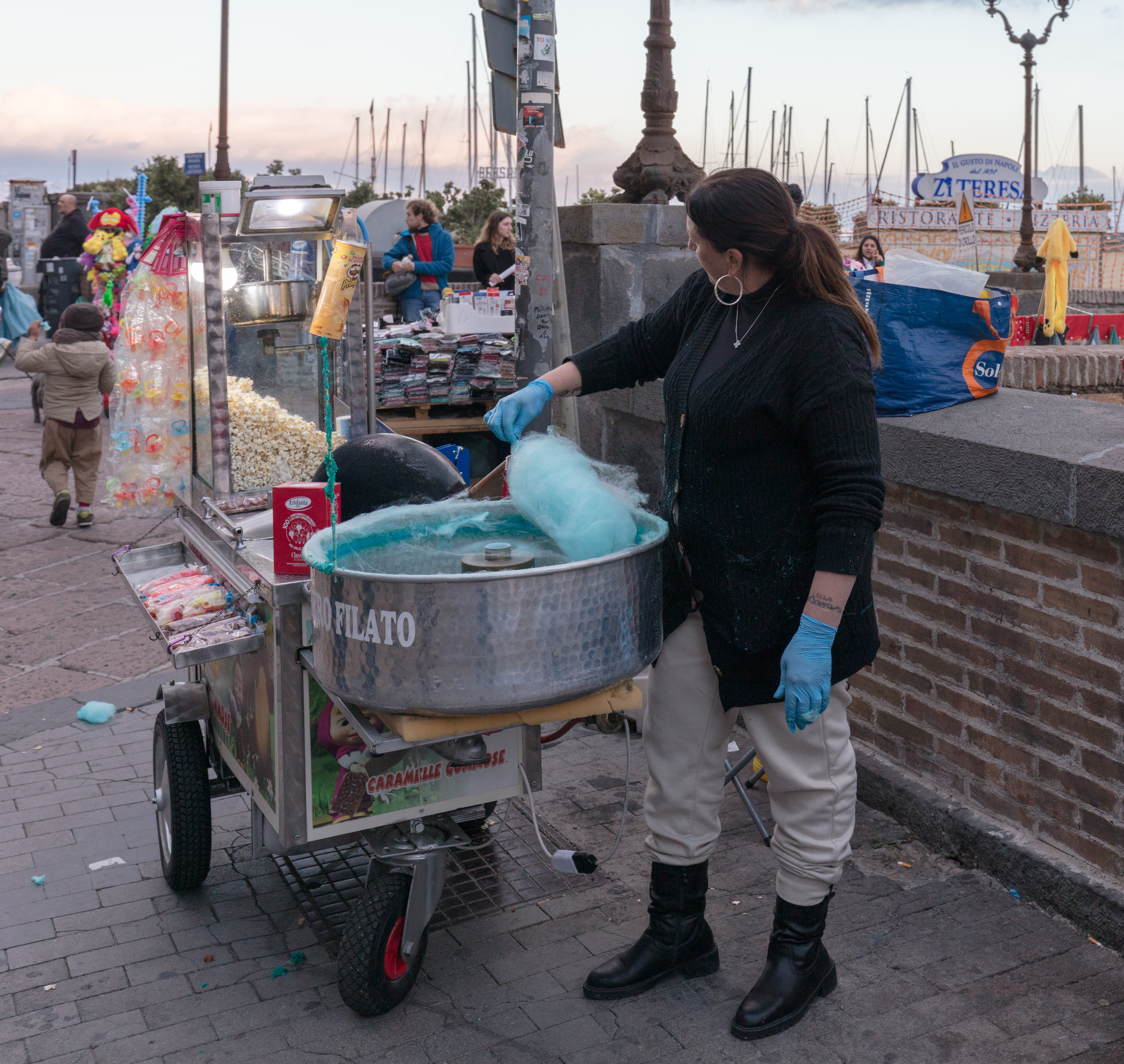
Puesto de elaboración de algodón de azúcar en Nápoles, Italia
.

La base de lo que hoy se conoce como algodón de azúcar nació hacia el año 1400 en Italia, donde los cocineros solían calentar azúcar hasta hacerla líquida y luego, con un tenedor o un utensilio similar, formaban largos hilos flexibles que después enredaban y los usaban como decoración de otros postres a base de crema. Sin embargo, este tipo de preparación consumía mucho tiempo y se tornaba demasiado caro, por lo que nunca se volvió popular.
En 1897, los empresarios William Morrison y John C. Wharton crearon una máquina capaz de formar con el azúcar líquido finos hilos de manera automática, haciendo pasar azúcar líquido mezclado con colorantes por un tejido para formar las hebras. El invento fue primero presentado en la Feria Mundial de Francia de 1900 con el nombre de Fairy Floss ("Seda de hadas"), y luego en la Feria Mundial de San Luis, Estados Unidos de 1904 a un valor de 25 centavos de dólar la porción.
Más tarde, las tiendas de golosinas comenzaron a comprar las máquinas, ofreciendo el producto por un precio inferior y con el nombre de sugar spun ("hilado de azúcar"). Sin embargo, las máquinas se tornaban frágiles, por lo que el producto no se convertiría aún en el éxito masivo que es hoy.
Hacia 1940, otra empresa, Gold Medal Products, creó otro modelo con base al mismo principio, haciendo máquinas más sólidas y formadas por piezas metálicas más resistentes y menos proclives a fallos. De esta manera, la golosina se terminó de consolidar entre la gente al bajar el precio final para el consumidor.

## Funcionamiento de la máquina

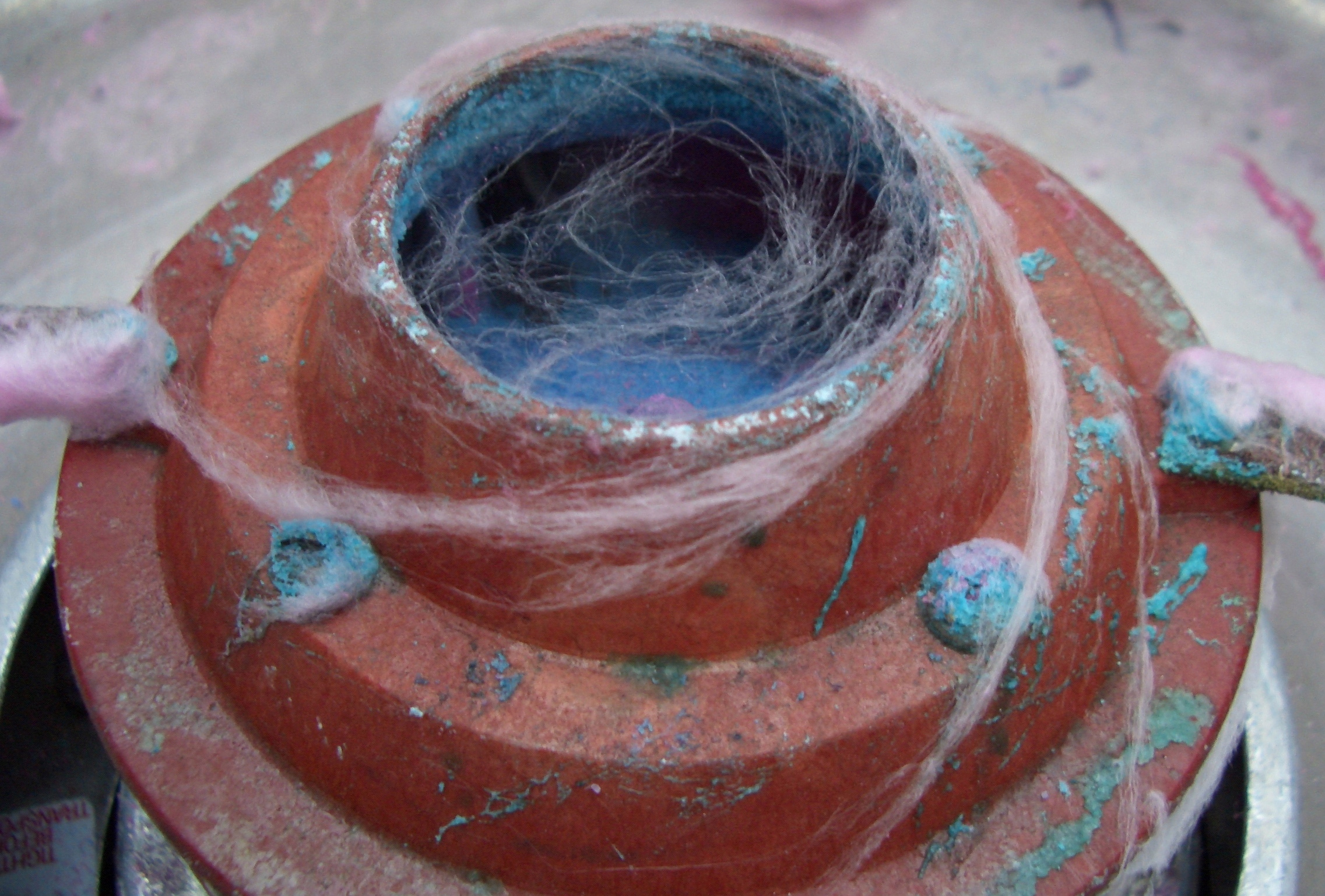
Máquina de elaboración de algodón de azúcar.

El funcionamiento de esta máquina es el mismo que el de las máquinas actuales: El azúcar mezclado con colorante se coloca en el centro de la máquina donde se dispone un pequeño cuenco que tiene adosado un dispositivo para hacerlo rotar a gran velocidad y una fuente de calor para derretir el contenido. Luego, por medio de la fuerza centrífuga, el líquido se filtra por una serie de pequeños agujeros en los lados. Cuando el azúcar entra en contacto con el aire se solidifica, formando unos finos hilos a la vista similares al algodón que se amontonan en un recipiente de mayor tamaño colocado alrededor del cuerpo central de la máquina. El operador de la máquina entonces los junta con un palo, un cono y en algunas ocasiones con su mano.
Como la mayor parte del algodón de azúcar es aire, las raciones suelen ser muy grandes, por lo general mayores que la cabeza de un adulto, resultando enormes para los niños.